# Beckrather Dorfstraße 8 (Mönchengladbach)

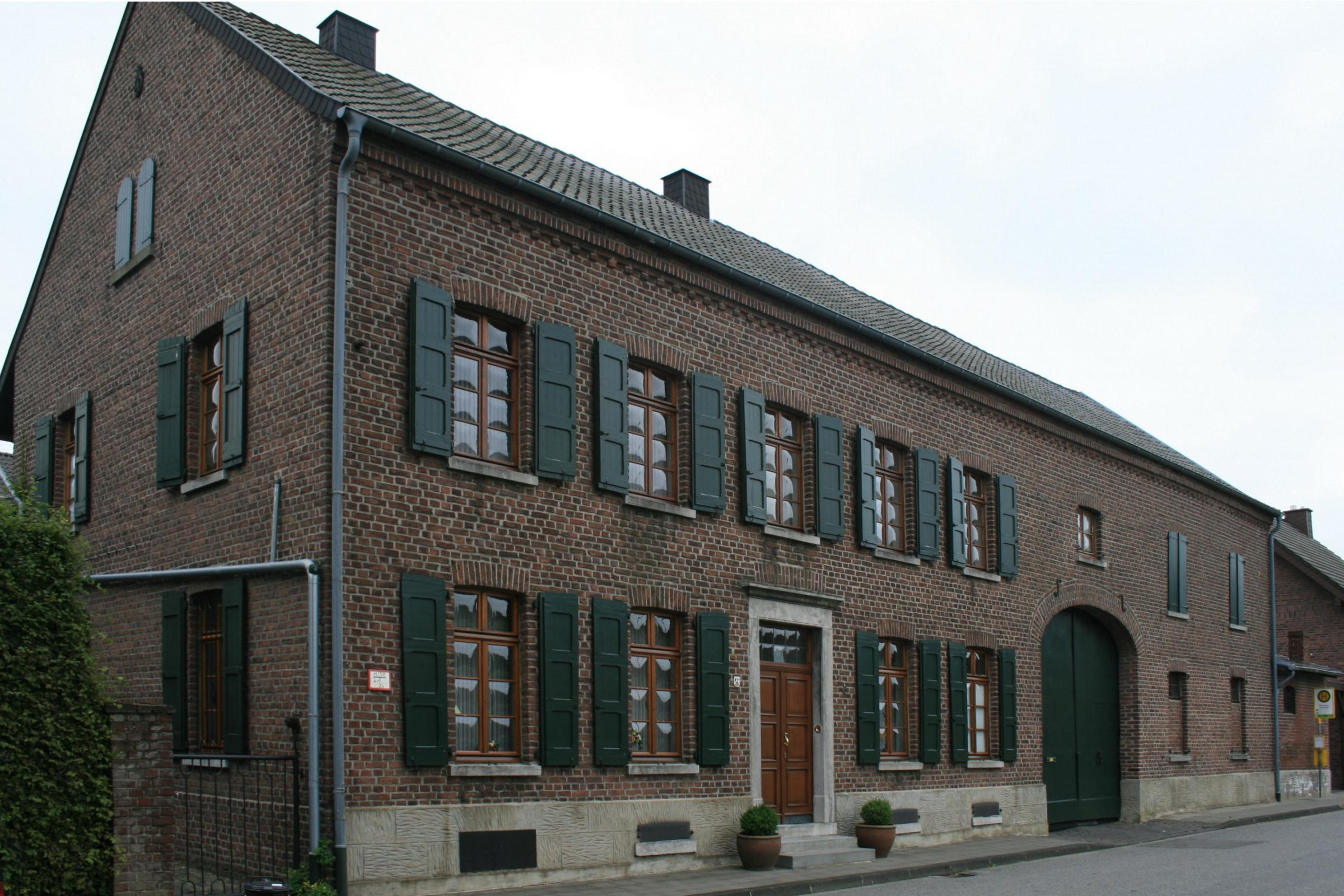
Backstein-Hofanlage (2010)

Die Backstein-Hofanlage Beckrather Dorfstraße 8 steht im Stadtteil Beckrath in Mönchengladbach (Nordrhein-Westfalen).
Die Anlage wurde in der Mitte des 19. Jahrhunderts erbaut. Sie ist unter Nr. B 030 am 24. September 1985 in die Denkmalliste der Stadt Mönchengladbach eingetragen worden.

## Architektur
Bei dem Objekt handelt es sich um eine stattliche vierseitig geschlossene Hofanlage aus Backstein aus der Mitte des 19. Jahrhunderts. Alle Bauteile mit hofseitig vorkragenden Satteldächern und einer Hohlziegeldeckung. Das Wohnhaus ist ein zweigeschossiger Bau in acht zu zwei Achsen und Traufseite zur Straße. Nach Osten ein unterkellerter Wohnteil mit fünf Achsen. Haus und Hoftüre sind jeweils in der Mitte angeordnet. Der zweiachsige Westteil wird als Stall und Speicherraum genutzt, Dazwischen beidseitig korbbogig überspannte Toreinfahrt mit verkürztem Obergeschossfenster. Originales Hoftor mit altem Türklopfer.